# Wang Guangmei
Wang Guangmei (latinización de chino simplificado : 王光美 pinyin : Wáng Guāngmĕi) (26 de septiembre de 1921 - 13 de octubre de 2006) fue una física china. Esposa de Liu Shaoqi, uno de los dirigentes del Partido comunista chino y de la República Popular China.

## Biografía
En 1945, obtuvo su diploma de física atómica por la Universidad Católica Fu Jen de Pekín. Mujer sofisticada, hablaba francés, inglés y ruso. Su padre fue ministro de la República China. Trabajó como traductora y mediadora entre Tchang Kaï-chek y Mao Zedong después de la Segunda Guerra Mundial. Esta mediación estaba conducida por George Marshall para intentar evitar la guerra civil en China, y numerosos estadounidenses presentes lo admiraron. Fue más tarde acusada de ser una espía estadounidense.
En 1948, fue miembro del Partido comunista chino.
En 1967 Liu y ella fueron arrestados por las guardias rojas. En enero de 1967, mientras se encontraba en un recinto asegurado puesto en marcha por Zhou Enlai en Pekín, fue llevada al exterior con un subterfugio. Así, los estudiantes de la Universidad Tsinghua la contactaron para advertirle que su hija, golpeada por un coche, se encontraba en el hospital. Una vez fuera del recinto las guardias rojas se apoderaron de ella y la sometieron a diversas humillaciones. En cuanto Zhou Enlai se comprometió a negociaciones y obtuvo su liberación. En lo sucesivo, fue aprisionada nuevamente, torturada y tratada como una prostituta.
Efectivamente, es arrestada nuevamente, por la guardia personal de Mao, en abril de 1967. El 10 de abril, sobre el campus de la Universidad Tsinghua 300 000 espectadores presencian la humillación de Wang Guangmei y de cerca de 300 demás « revisionistas comprometidos sobre la vía del capitalismo ».
Fue puesta en prisión el 13 de septiembre de 1967.
Liu Shaoqi falleció así como algunos de sus niños. Wang fue liberada en 1979 y resultó directora del despacho de los asuntos exteriores de la Academia china de las ciencias sociales. 
Consagró el resto de su vida a obras caritativas.
En 2000, publica con sus hilos Liu Yuan , El Liu Shaoqi que no conocéis  (edición del Pueblo del Henan) .
A su muerte, el Estado se negó a hacerle funerales nacionales so pretexto de que no era de un rango bastante elevado, pero sobre todo para evitar despertar sensibilidades relacionadas con la Revolución Cultural.